# کلوکت (مینه‌سوتا)
کلوکت، مینه‌سوتا (به انگلیسی: Cloquet, Minnesota) یک شهر در ایالات متحده آمریکا است که در مینه‌سوتا واقع شده‌است.

## خصوصیات
کلوکت ۹۳٫۱۶ کیلومترمربع مساحت و ۱۲٬۱۲۴ نفر جمعیت دارد و ۳۶۸ متر بالاتر از سطح دریا واقع شده‌است.